# Panna montata
La panna montata è una sostanza che si ottiene incorporando aria nella panna da montare, un tipo di panna con un contenuto di grasso di norma dal 30% al 38%: il prodotto che si ottiene ha una consistenza soffice e schiumosa ed è usato soprattutto in pasticceria; in essa è possibile aggiungere zucchero o meglio ancora zucchero a velo, data la maggiore facilità a sciogliersi o anche vanigliato.

## Preparazione
Versare la panna da montare in un recipiente dai bordi abbastanza alti poi con una frusta elettrica o una tradizionale cominciare a girare la panna e proseguire fino a quando la panna non assume una consistenza schiumosa, morbidissima. Evitare di montare eccessivamente la panna, altrimenti rischia di trasformarsi in burro. Non è importante il senso di rotazione con il quale viene montata la panna. A dispetto della maggior parte delle ricette, il senso di rotazione con uno sbattitore elettrico è ininfluente per il risultato finale. È invece necessario con una frusta manuale.

## Panna spray
In commercio si trova anche la panna spray, panna in bomboletta montata grazie a un procedimento fisico molto semplice: agitando la bomboletta si mescolano panna e gas che si liquefà. All'apertura della valvola, il gas intrappolato nella panna per decompressione si espande generando bolle che montano la panna e permette al prodotto di fuoriuscire dall'ugello. Il gas all'interno è a pressione abbastanza elevata (8,9 atmosfere) che significa un'enorme differenza con l'atmosfera esterna. Si deve l'idea di montare la panna in questo modo a Charlie Goetz che nel 1931 sperimentò l'uso dell'anidride carbonica e del protossido d'azoto. Tuttavia l'uso di bombolette a perdere come siamo abituati oggi fu introdotto nel 1948 dalla Reddi-Wip di Aaron Lapin.
Il gas propellente di solito è protossido di azoto, ma può anche essere una miscela di anidride carbonica e azoto. La miscela a base di anidride carbonica è più economica, ma ha lo svantaggio di inacidire leggermente la panna a causa della creazione di acido carbonico. Il protossido d'azoto, insapore, di odore leggermente dolciastro e non infiammabile, oltre a essere solubile in acqua come l'anidride carbonica, ha invece il vantaggio di essere solubile nei grassi della panna e di non inacidire il prodotto. Per questo tipo di panna, la quantità di zucchero mediamente usata è, come riportato nella lista degli ingredienti, il 6,5%.